# Srimljan
Srimljan(mađ. Szeremle) je selo u Mađarskoj.
Zauzima površinu od 34,64 km četvornih.

## Zemljopisni položaj
Nalazi se nedaleko od Baje, na 46°09' sjeverne zemljopisne širine i 18°52'59" istočne zemljopisne dužine.

## Upravna organizacija
Upravno pripada Bajskoj mikroregiji u Bačko-kiškunskoj županiji. Poštanski broj je 6512.  Upravno joj pripada Pustarica (mađ. Rétipuszta) koja je istočno od Srimljana i južno od rječice Šugovice.(46.15,18.933)

## Stanovništvo
U Srimljanu živi 1578 stanovnika (2005.).
Pored Mađara, u Srimljanu žive i Hrvati.

## Vanjske poveznice
- Srimljan na fallingrain.com
- Glasnik br. 18/2005.  Arhivirana inačica izvorne stranice od 6. lipnja 2007. (Wayback Machine) (PDF)